# La Sierpe
La Sierpe là một đô thị và thành phố ở tỉnh Sancti Spíritus của Cuba. Đô thị này nằm ở đông nam của tỉnh, nó cách thủ phủ của tỉnh này là Sancti Spiritus khoảng 30 ki-lô-mét (19 mi). La Sierpe giáp vịnh Ana Maria trên biển Caribe về phía nam và tỉnh Ciego de Ávila về phía đông.

## Thông tin nhân khẩu
Năm 2004, đô thị La Sierpe có dân số 16.937 người. Diện tích là 1.035 km² (399,6 mi²), với mật độ dân số là 16,4người/km² (42,5người/sq mi).